# Harboe Kardel
Harboe Friedrich Wilhelm Kardel (25. november 1893 i Nortorf – 6. november 1982 i Aabenraa) var en dansk chefredaktør på tyske aviser og medlem af det tyske mindretals ledelse. 

## Baggrund
Harboe Kardel voksede op i Tønder i et tysk hjem. (Nordslesvig hørte til Det Tyske Kejserrige). Han tog studentereksamen fra gymnasiet i Husum i 1914 og gjorde krigstjeneste under 1. Verdenskrig, hvor han avancerede til løjtnant. Efter krigen begyndte han at studere historie ved Universitetet i Kiel, hvor han i 1921 tog embedseksamen. Herefter slog han sig på journalistikken: Først var han journalist i Flensborg og fra 1927 til 29 redaktør på en tysk avis i Tønder. Fra 1929 til 33 var han gymnasielærer i Flensborg og Kiel, og i 1933 blev han forstander for den tyske privatskole i Gråsten. Men igen trak journalistikken: Fra 1934 til 8. maj 1945 var Kardel ansat ved mindretallets avis Nordschleswigsche Zeitung; først som politisk redaktør og fra september 1944 som chefredaktør. 

## Perioden op til og under 2. Verdenskrig
Kardel blev straks efter Hitlers magtovertagelse i Tyskland tiltrukket af den nazistiske ideologi. Han var fra 1933 aktiv i  NSAN (National-Sozialistische Arbeitsgemeinschaft Nordschleswig) og fra 1935 i Jens Møllers NSDAP-N (Nationalsozialistische Deutsche Arbeiterpartei-Nordschleswi), hvor han straks blev Ortsgruppenleiter i partiets Apenraadekreds. Som politisk redaktør deltog Kardel fra efteråret 1941 i Det lille politiske Råds møder. 
Kardel meldte sig som Zeitfreiwillig til en slags hjemmeværn under den tyske Værnemagts kommando ved korpsets oprettelse i foråret 1943. Han deltog fra juli 1944 som løjtnant i størstedelen af korpsets øvelser til dets opløsning i april 1945. Også som Ortsgruppenleiter deltog Kardel i hvervningen af unge til fronttjeneste, ligesom han skrev indberetninger til partiets Organisationsamt om danskeres tysk-fjendtlige ytringer og overgreb mod mindretallet; indberetninger, som Kardel måtte vide blev videresendt til rigstyske instanser.
Den hjemmetyske avis bragte talrige hadske angreb mod danske institutioner og navngivne borgere for tysk-fjendtlighed. Ofte var artiklerne antisemitiske. Kardel skrev selv en del, og som ansvarshavende redaktør var han ansvarlig for talrige andre, selv om han fremførte, at først Jens Møller og siden de to ledere af partiets presse- og  propagandatjeneste, Rudolf Stehr og Asmus Wilhelm Jürgensen, lagde avisens politiske linje.

## Domfældelse og efterkrigstid
Kardel hævdede under retsopgøret, at han ikke var egentligt medlem af Det lille politiske Råd, men kun deltog som referent. Retten lagde dog til grund, at alle deltagere i rådets møder bar et kollektivt ansvar, hvorfor Kardel var medansvarlig for bl.a. hvervningen til tysk fronttjeneste og for oprettelsen af  Zeitfreiwillig- og Selbstschutzkorpsene og af et uniformeret beskyttelsesskorps, der virkede i tilknytning til besættelsesmagten mod danskere. Kardel blev i september 1948 idømt 6 års fængsel ved Byretten i Aabenraa, men blev kort efter benådet, fordi hans straf ansås som udstået med den lange varetægtsfængsling dels i arresten i Aabenraa, dels i Fårhuslejren.
I efterkrigsårene, hvor han boede i Aabenraa, markerede Kardel sig inden for mindretallets kulturelle arbejde som journalist, rejseleder, foredragsholder, forfatter og lokalhistoriker. 